# Поточи (Њамц)
Поточи (рум. Potoci) насеље је у Румунији у округу Њамц у општини Биказ. Oпштина се налази на надморској висини од 577 m.

## Становништво
Према подацима из 2002. године у насељу је живело 327 становника, од којих су сви румунске националности.